# Stichtse Vecht
Stichtse Vecht est une commune néerlandaise située en province d'Utrecht. Établie le 1er janvier 2011, elle est issue de la fusion des communes de Breukelen, Loenen et Maarssen, où le nouvel hôtel de ville est construit. Elle couvre 106,82 km2 de superficie dont 10,72 km2 d'eau le long du Vecht — entre Amsterdam et Utrecht — qui lui prête son nom. Lors du recensement de 2023, elle comptait 65 755 habitants.

## Géographie

### Situation

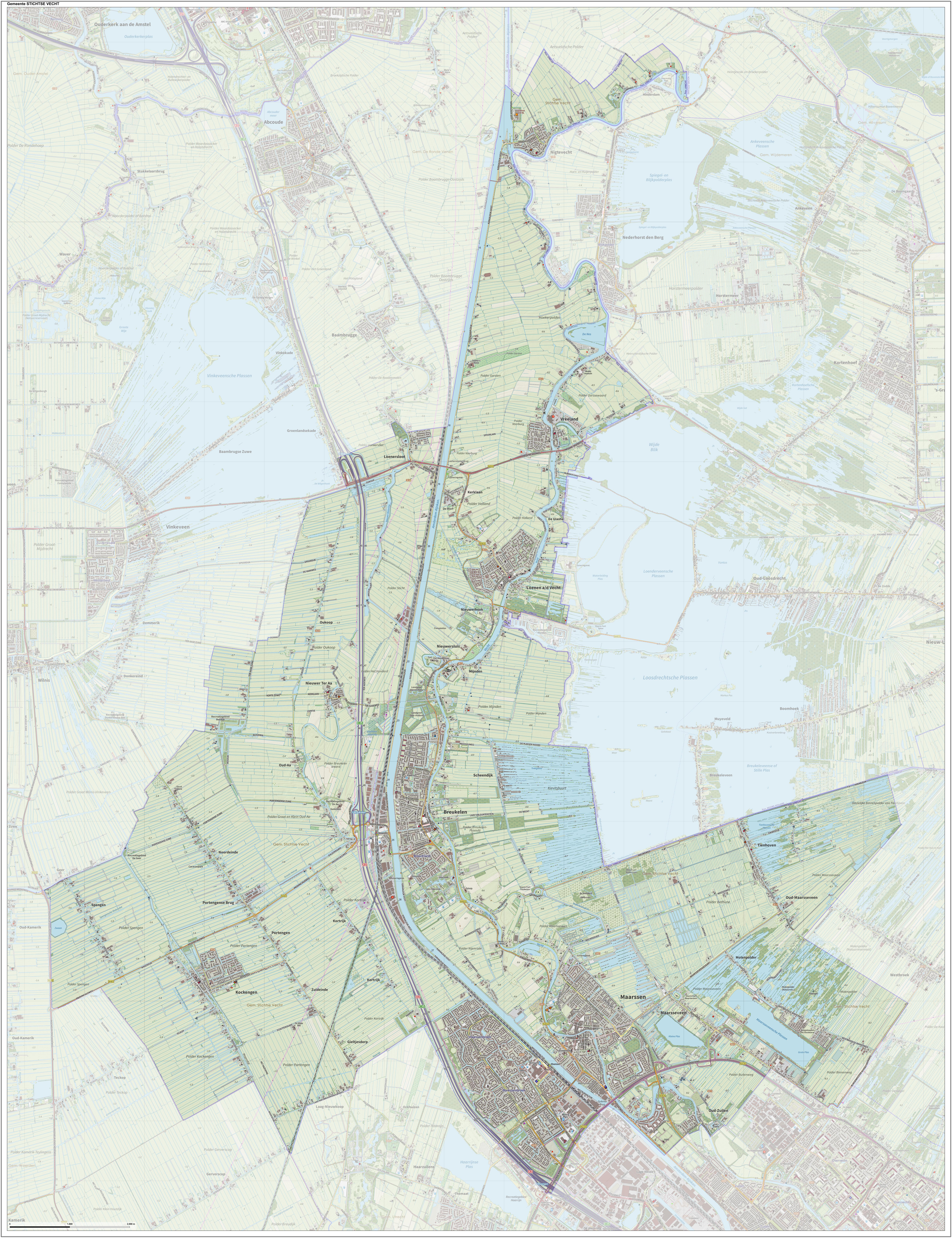
Carte topographique de la commune (2017).

Stichtse Vecht est bordée au nord-ouest par De Ronde Venen, au nord par Weesp, au nord-est par Wijdemeren (ces deux dernières communes étant en Hollande-Septentrionale), à l'est par De Bilt, au sud-est par Utrecht et au sud-ouest par Woerden.

### Localités
La commune se compose des villages de Breukelen, Kockengen, Loenen aan de Vecht, Loenersloot, Maarssen, Nieuwersluis, Nieuwer Ter Aa, Nigtevecht, Oud-Zuilen (abritant le château de Zuylen), Tienhoven et Vreeland, ainsi que des hameaux de Gieltjesdorp, Kerklaan, Kortrijk, Laag-Nieuwkoop, Maarssenbroek, Maarsseveen, Molenpolder, Mijnden, Nieuwerhoek, Noordeinde, Oud-Aa, Oukoop, Oud-Maarsseveen, Portengen, Portengense Brug, Scheendijk, Spengen et Zuideinde.

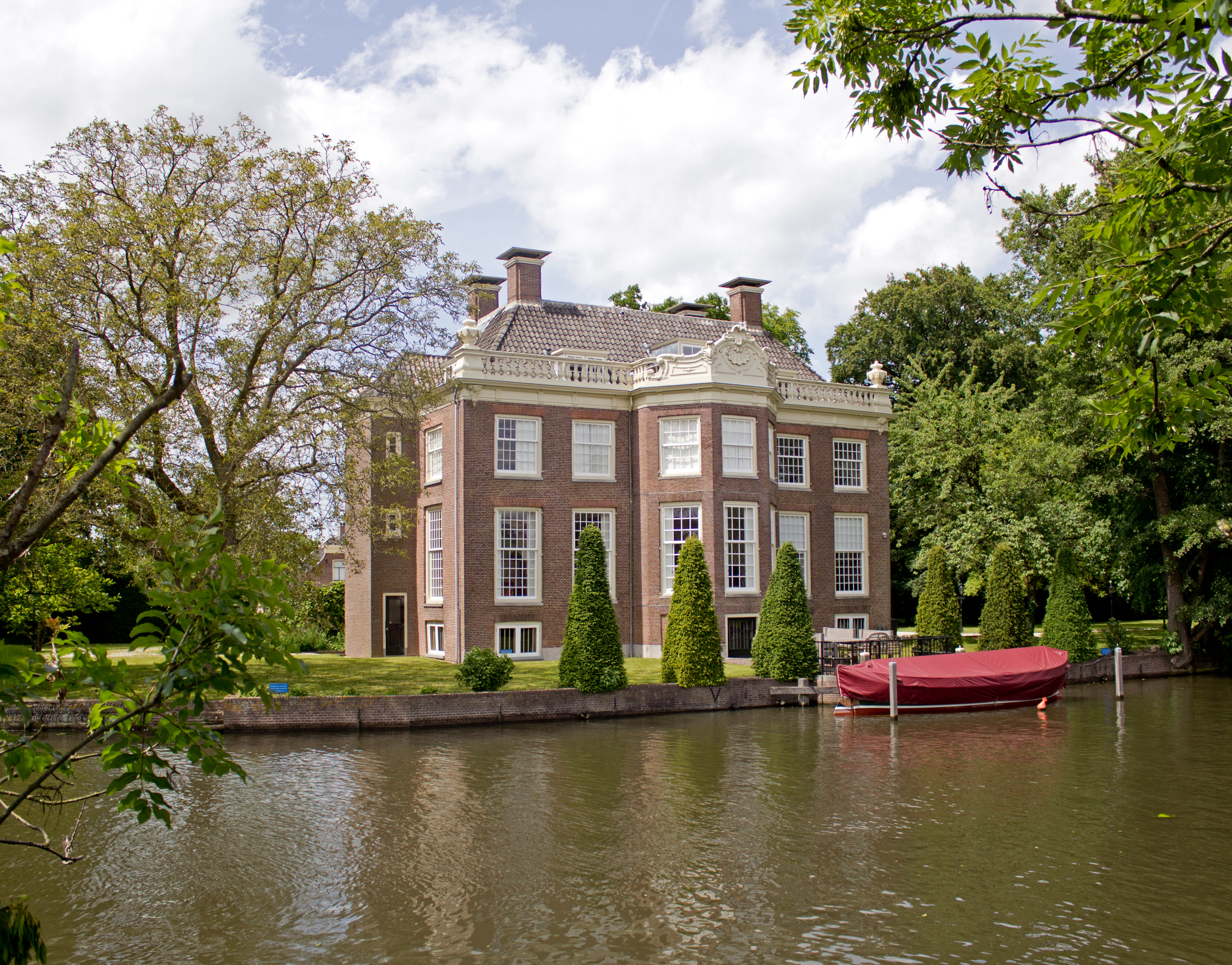
Buitenplaats Vechtvliet à Breukelen.
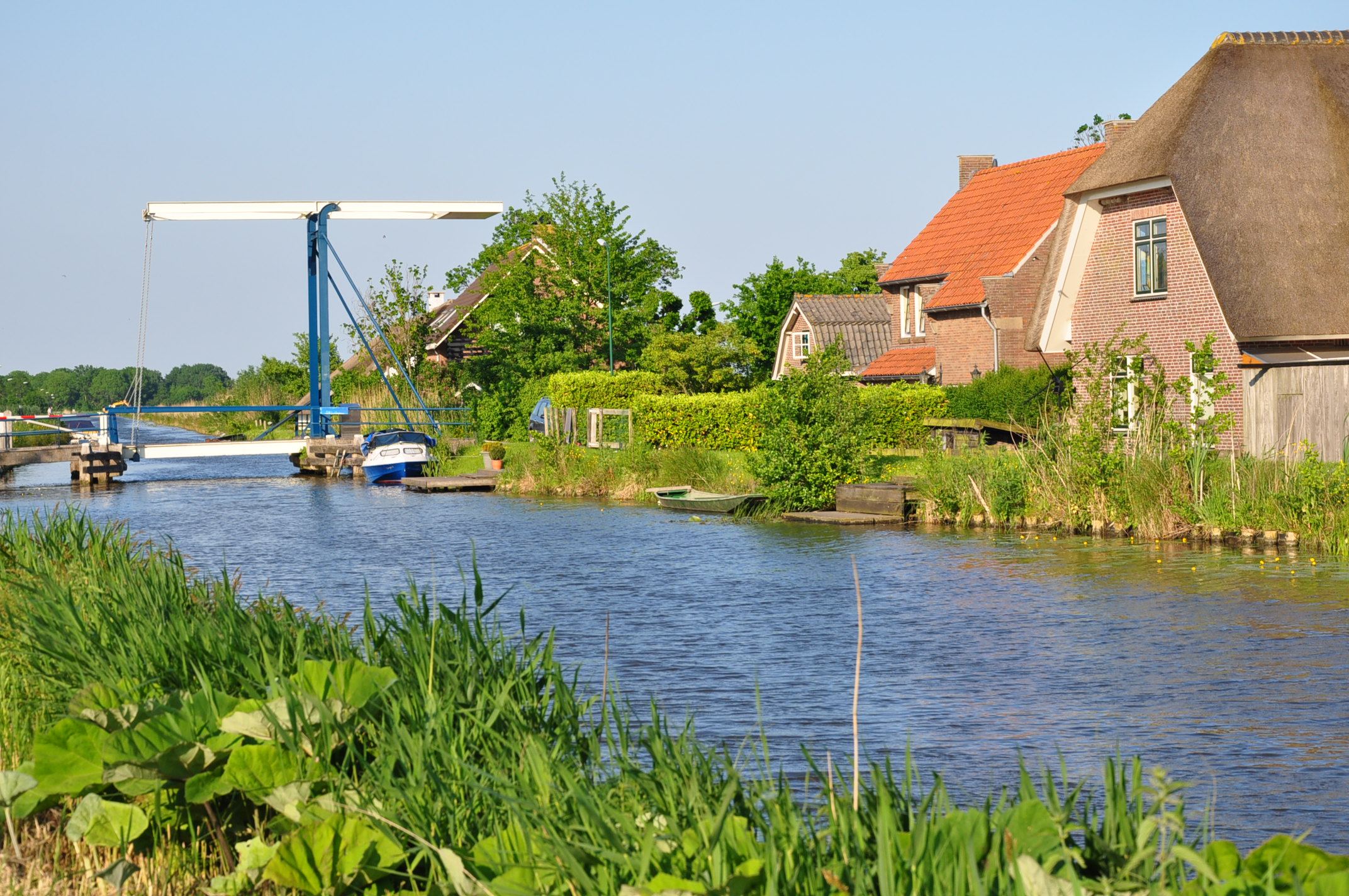
Hameau de Spengen.
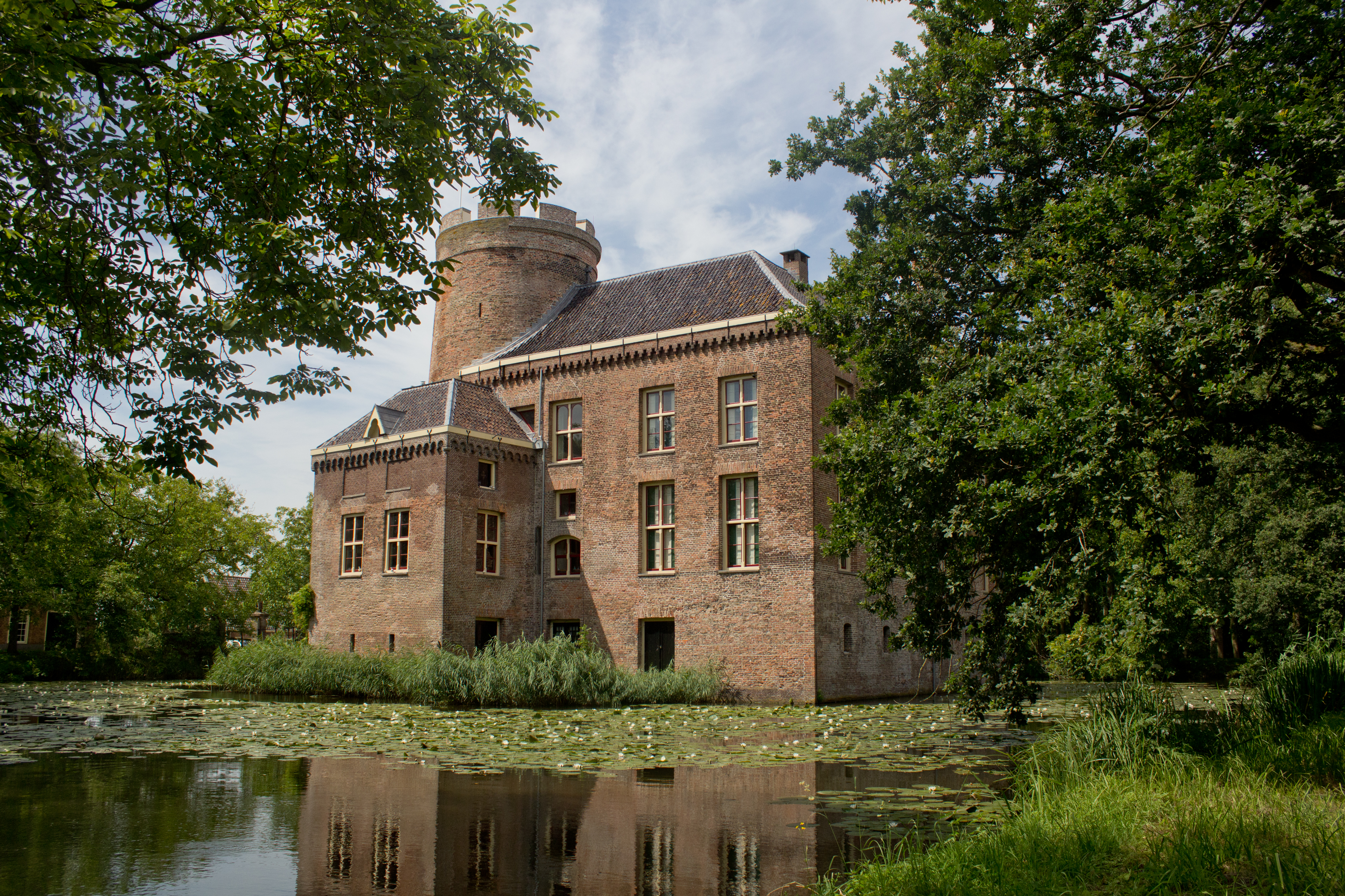
Château de Loenersloot.

### Transports
La commune, du fait de sa position entre Utrecht et Amsterdam, est traversée par le canal d'Amsterdam au Rhin et l'autoroute A2. La ligne de chemin de fer d'Amsterdam à la frontière allemande via Utrecht-Central et Arnhem-Central dessert Stichtse Vecht avec les gares de Breukelen et Maarssen.

## Administration
Le conseil municipal de Stichtse Vecht compte 31 sièges. La commune est dirigée par un bourgmestre — nommé pour six ans par arrêté royal — assisté d'échevins.

### Liste des bourgmestres
| Période          | Période          | Identité            | Étiquette   | Qualité                                |
| ---------------- | ---------------- | ------------------- | ----------- | -------------------------------------- |
| 1er janvier 2011 | 3 juillet 2014   | Mirjam van 't Veld  | CDA         | Intérimaire jusqu'au 22 décembre 2011. |
| 8 juillet 2014   | 15 décembre 2014 | Liesbeth Spies      | CDA         | Intérimaire.                           |
| 29 janvier 2015  | 24 décembre 2018 | Marc Witteman       | PvdA        | Décède en cours de mandat.             |
| 24 décembre 2018 | 5 février 2020   | Yvonne van Mastrigt | PvdA        | Intérimaire.                           |
| 6 février 2020   | En cours         | Ap Reinders         | Indépendant |                                        |